# Grundfos
Grundfos er en danskejet international virksomhed, der med en andel på omkring 50 % af verdensmarkedet inden for cirkulationspumper er verdens største producent af pumper. Hovedsædet er beliggende i Bjerringbro ved Viborg i Viborg Kommune. Grundfos omsætter for 29,733 mia. kr. (2021) og beskæftiger 20.154 medarbejdere over hele verden, fordelt på mere end 80 selskaber i 45 lande.
Årligt produceres over 16 mio. enheder. Virksomhedens væsentligste produktgrupper er cirkulationspumper, dykpumper og centrifugalpumper. Inden for disse produktgrupper dækker Grundfos omkring halvdelen af verdensmarkedet.
Grundfos blev grundlagt i 1945 af Poul Due Jensen under navnet Bjerringbro Pressestøberi og Maskinfabrik. I 1967 skiftede firmaet navn til Grundfos. Poul Due Jensens Fond blev etableret som selvstændig erhvervsdrivende fond i 1975, og den ejer i dag 87,6 % af virksomheden, medarbejderne 1,8 % og stifterens familie de resterende 10,6 % af Grundfos Holdning. Fondens formål er at konsolidere og udbygge det økonomiske fundament for Grundfos-gruppens fortsatte udvikling. Fundatsen fastslår således, at fondens udbytte udelukkende må anvendes til geninvestering i Grundfos-selskaberne. Grundfos Holdning er hovedaktionær i alle Grundfos-selskaberne.
De danske selskaber i koncernen er salgsselskabet Grundfos DK A/S, produktionsvirksomheden Grundfos A/S og Grundfos GMA (Grundfos Management). Størstedelen af aktiviteterne foregår i Bjerringbro, men selskabet har også afdelinger i Aalestrup, Langå, Årslev, Brøndby og Farum.
Poul Due Jensens søn, Niels Due Jensen, overtog posten som koncernchef for Grundfos i 1978 og fungerede fra 2003 til 2011 som koncernbestyrelsesformand. Carsten Bjerg overtog jobbet som koncernchef i marts 2007, efter forgængeren Jens Jørgen Madsen, og har fungeret som sådan indtil foråret 2014. Fra 1. august 2014 til slutningen af 2020 var Mads Nipper koncerndirektør i Grundfos, inden han skiftede til Ørsted. Poul Due Jensen, søn af Niels Due Jensen og barnebarn af grundlæggeren Poul Due Jensen, overtog som koncerndirektør efter Mads Nipper pr. 1. januar 2021.